# Erik Otto Larsen
Erik Otto Larsen (født 26. november 1931 i Hvidovre, Danmark, død 30. januar 2008) var en dansk maler, grafiker og forfatter.
Larsen debuterede som billedkunstner på den danske udstilling, Kunstnernes Efterårsudstilling, i 1965. I 1988 udgav han sin første bog, kriminalromanen Pondus sidste sag, for hvilken han modtog Det Danske Kriminalakademis debutantpris. Hans roman Masken i spejlet (1994) blev belønnet med Skandinavisk Kriminalselskabs pris Glasnøglen i 1995.
I 1994 filmatiserede Danmarks Radio romanen Manden der holdt op med at smile som en TV-serie i fire dele under navnet Frihedens skygge.

## Priser
- Det Danske Kriminalakademis debutantpris 1988, for Pondus sidste sag
- Glasnøglen 1995, for Masken i spejlet